# Rudolf Paul Roßberg
Rudolf Paul Roßberg ist ein deutscher Heimatforscher, der seit 1953 mehrere Publikationen vorlegte. Dazu zählen mehrere Tourist-Wanderhefte.

## Werke (Auswahl)
- Leisnig und das Tal der unteren Freiberger Mulde, Leipzig 1953 (Unser kleines Wanderheft, 15)
- Grimma–Naunhof Großbothen–Nerchau–Trebsen–Brandis, Leipzig 1954 (Unser kleines Wanderheft, 20)
- Zittau, 2. überarb. Aufl., Leipzig: Bibliographisches Institut, 1961
- Oybin–Lückendorf, 12. Aufl. 1982 (Tourist-Wanderheft, 16)
- Kriebsteintalsperre Waldheim – Mittweida, 2., überarb. Aufl. der Neufassung 1967; 4., bearbeitete Aufl. 1976; 5., bearb. Aufl. 1979; 6. Aufl. 1982 (Brockhaus-Wanderheft, 20 und Tourist-Wanderheft, 20)

| Personendaten    | Personendaten            |
| ---------------- | ------------------------ |
| NAME             | Roßberg, Rudolf Paul     |
| KURZBESCHREIBUNG | deutscher Heimatforscher |
| GEBURTSDATUM     | vor 1950                 |